# Bevern (Holzmindeni járás)
Bevern település Németországban, azon belül Alsó-Szászország tartományban. Lakosainak száma 3865 fő (2023. december 31.). Bevern Höxter és Arholzen községekkel határos.

## Népesség
A település népességének változása:
| Lakosok száma | 3910 | 3871 | 3879 | 3780 | 3864 | 3865 |
|               | 2016 | 2017 | 2019 | 2021 | 2022 | 2023 |